# Charleston (Illinois)
Charleston es una ciudad ubicada en el condado de Coles en el estado estadounidense de Illinois. En el Censo de 2010 tenía una población de 21838 habitantes y una densidad poblacional de 875,84 personas por km².

## Geografía
Charleston se encuentra ubicada en las coordenadas 39°29′5″N 88°10′39″O / 39.48472, -88.17750. Según la Oficina del Censo de los Estados Unidos, Charleston tiene una superficie total de 24.93 km², de la cual 23.09 km² corresponden a tierra firme y (7.38%) 1.84 km² es agua.

## Demografía
Según el censo de 2010, había 21838 personas residiendo en Charleston. La densidad de población era de 875,84 hab./km². De los 21838 habitantes, Charleston estaba compuesto por el 88.68% blancos, el 7.04% eran afroamericanos, el 0.17% eran amerindios, el 1.63% eran asiáticos, el 0.04% eran isleños del Pacífico, el 0.77% eran de otras razas y el 1.68% pertenecían a dos o más razas. Del total de la población el 2.98% eran hispanos o latinos de cualquier raza.